# Xaver Kurmann
Xaver Kurmann (Willisau, 29 de agosto de 1948) es un deportista suizo que compitió en ciclismo en las modalidades de pista, especialista en las pruebas de persecución, y ruta.
Participó en dos Juegos Olímpicos de Verano, obteniendo en total dos medallas, plata en Múnich 1972 y bronce en México 1968, ambas en la prueba de persecución individual.
Ganó tres medallas en el Campeonato Mundial de Ciclismo en Pista entre los años 1968 y 1970.
En carretera su mayor éxito fue la medalla de bronce en el Campeonato Mundial de Ciclismo en Ruta de 1969, en la contrarreloj por equipos.

## Medallero internacional

### Ciclismo en pista
| Juegos Olímpicos   | Juegos Olímpicos           | Juegos Olímpicos  | Juegos Olímpicos           |
| Año                | Lugar                      | Medalla           | Competición                |
| ------------------ | -------------------------- | ----------------- | -------------------------- |
| 1968               | Ciudad de México ( México) | Medalla de bronce | Persecución individual     |
| 1972               | Múnich ( RFA)              | Medalla de plata  | Persecución individual     |
| Campeonato Mundial |                            |                   |                            |
| Año                | Lugar                      | Medalla           | Competición                |
| 1968               | Montevideo ( Uruguay)      | Medalla de plata  | Persecución individual (A) |
| 1969               | Brno ( Checoslovaquia)     | Medalla de oro    | Persecución individual (A) |
| 1970               | Leicester ( Reino Unido)   | Medalla de oro    | Persecución individual (A) |

### Ciclismo en ruta
| Campeonato Mundial | Campeonato Mundial     | Campeonato Mundial | Campeonato Mundial       |
| Año                | Lugar                  | Medalla            | Competición              |
| ------------------ | ---------------------- | ------------------ | ------------------------ |
| 1969               | Brno ( Checoslovaquia) | Medalla de bronce  | Contrarreloj por equipos |